# Giuseppe Buonamici
Giuseppe Buonamici (* 12. Februar 1846 in Florenz; † 17. März 1914 ebenda) war ein italienischer Pianist, Musikpädagoge und Komponist.
Buonamici studierte von 1868 bis 1870 in München bei Hans von Bülow und Josef Rheinberger. Nach Bülows Weggang wurde er Klavierlehrer an der Königlichen Musikschule. Ab 1873 wirkte er als Direktor der Chorvereinigung und Klavierlehrer am Instituto Musicale in Florenz.
Buonamici trat als Herausgeber von Klavierkompositionen Beethovens und Schuberts hervor. Neben Klavierstücken komponierte er u. a. ein Streichquartett, eine Ouvertüre und Lieder.